# Štvrtok
Štvrtok (em húngaro: Vágcsütörtök) é um município da Eslováquia, situado no distrito de Trenčín, na região de Trenčín. Tem 4,08 km² de área e sua população em 2018 foi estimada em 372 habitantes.

## Demografia
| Ano:        | 1994 | 2004   | 2014   | 2024    |
| ----------- | ---- | ------ | ------ | ------- |
| Broj ljudi: | 340  | 368    | 351    | 478     |
| Razlika:    |      | +8,23% | -4,61% | +36,18% |

| Ano:               | 2023 | 2024   |
| ------------------ | ---- | ------ |
| Número de pessoas: | 483  | 478    |
| Diferença:         |      | -1,03% |